# Pinus montezumae
Pinus montezumae (сосна Монтезуми) — вид роду сосна родини соснових.
Етимологія: вид названий на честь Монтезуми, останнього царя імперії ацтеків в Мексиці.

## Середовище проживання
Країни проживання: Гватемала й Мексика. Діапазон висот з (1200)2000–3200(3500), найпоширеніший з 2400 по 2800 метрів над рівнем моря; річна кількість опадів понад 800 мм, більша їх частина випадає з червня по вересень.
Зростання з трьох до шести років йде повільно, після цієї стадії це швидкоросле дерево. Насадження ростуть в ПАР і Квінсленді (Австралія) на середніх висотах, в Кенії, Малаві, Ботсвані, Зімбабве і Болівії на великих висотах. Дерева, посаджені в Новій Зеландії й Новому Південному Уельсі (Австралія) поблизу рівня моря ростуть дуже добре.

## Опис
Дерево від 50 до 80 діаметра стовбура й висоти від 20 до 35 метрів. Гілки великі, як правило, горизонтальні й утворюють щільну, круглу крону. Кора товста темно-сіро-коричнева й розділена глибокими вертикальними та горизонтальними тріщинами. У молодих дерев кора червонувато-коричнева, груба і лущиться. Гілки товсті, жорсткі та червоно-коричневі. Голки, як правило, у зв'язках по п'ять, рідко чотири чи шість, довжиною від 15 до 25 см, іноді до 30 см. Шишки світло-коричневі, шириною від 12 до 15 см, шириною 7–10 см. Насіння дрібне, темно-коричневого кольору, 6-7 мм завдовжки. Насіннєві крила 20 мм в довжину і 7 мм завширшки. Деревина тверда, важка і смолиста.

## Використання
Деревина використовується для будівництва.

## Загрози та охорона
Надмірна експлуатація деревини є локалізованою загрозою. Цей вид присутній в численних охоронних територіях.

## Галерея

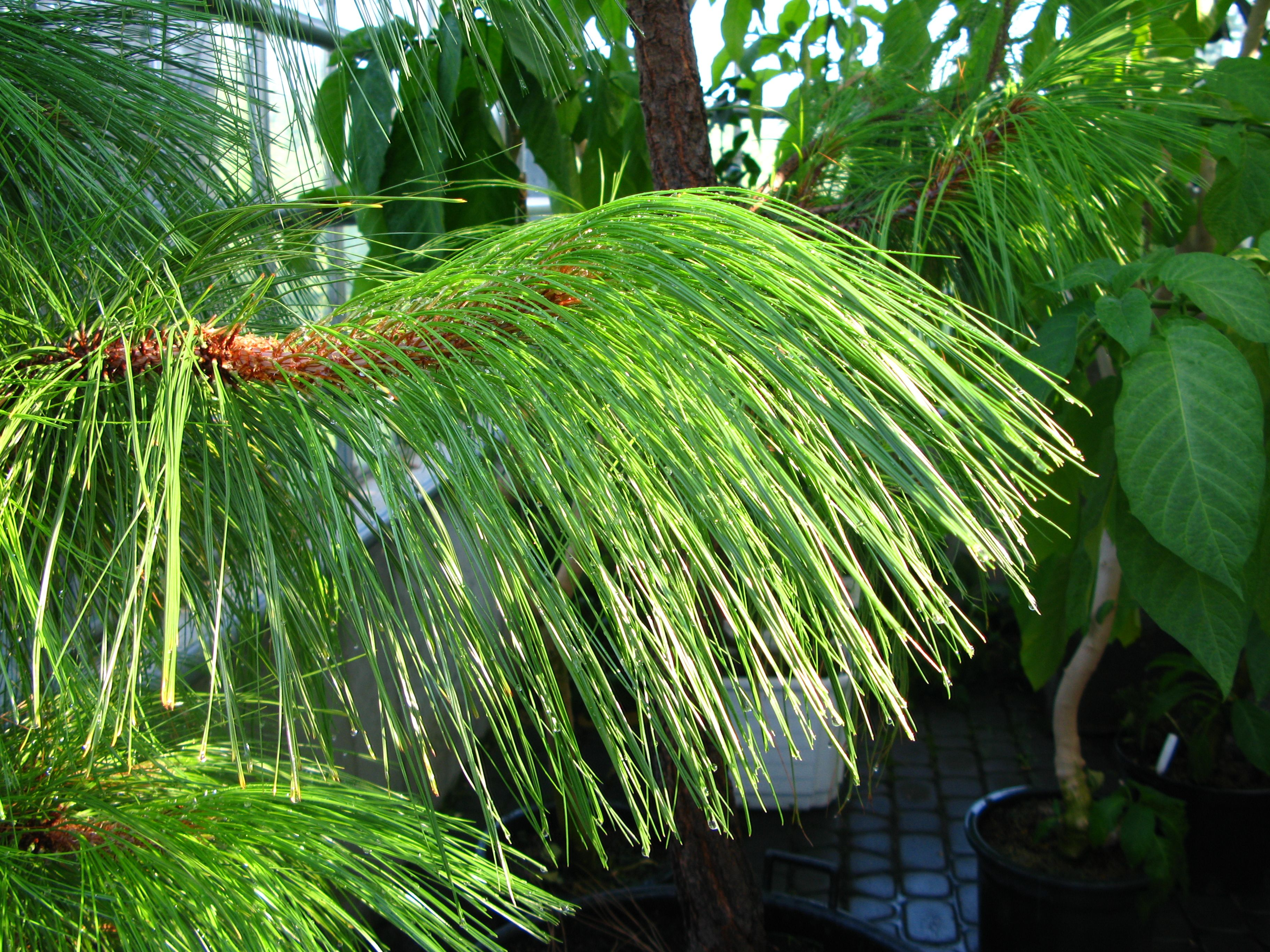
Гілка
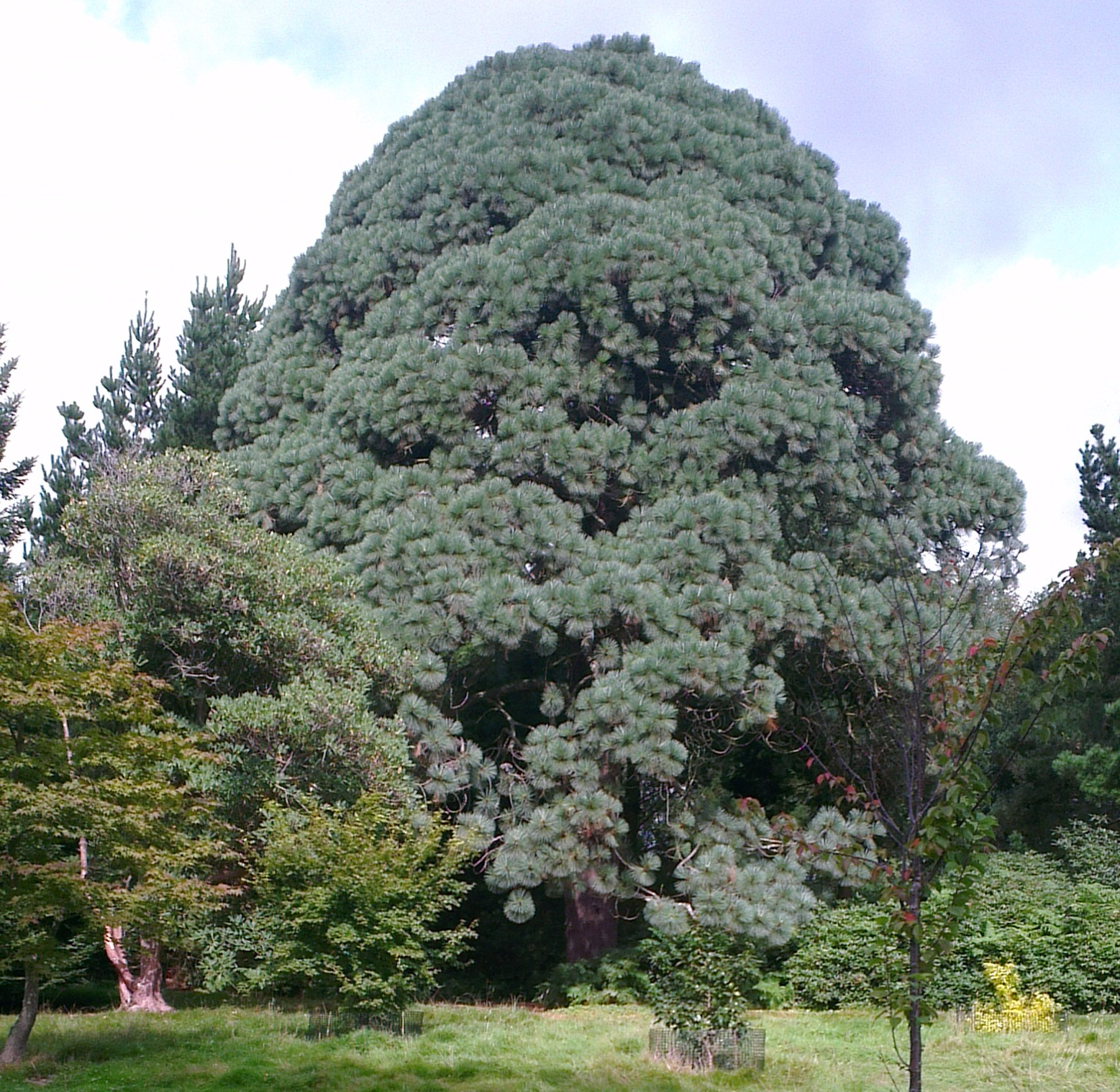
Дерево
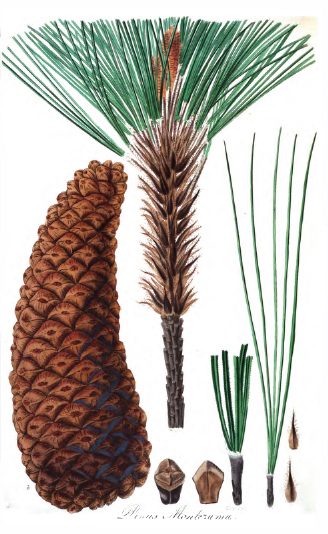
Шишка, ілюстрація

| Соснові | Це незавершена стаття про родину соснові. Ви можете допомогти проєкту, виправивши або дописавши її. |